# 114990 Szeidl
114990 Szeidl è un asteroide della fascia principale. Scoperto nel 2003, presenta un'orbita caratterizzata da un semiasse maggiore pari a 2,4067271 UA e da un'eccentricità di 0,1093138, inclinata di 1,81505° rispetto all'eclittica.